# Теглев, Семён Матвеевич
Семён Матвеевич Теглев (1771—1849) — русский скульптор, архивариус Императорской Академии художеств.

## Биография
Пяти лет от роду ребёнка отдали в Воспитательное училище при Императорской Академии художеств (1776). Получил медали: малая серебряная (1788), малую и большую серебряные медали, и малую золотую (1791) за программу «Юстиниан посещает Велизария», большую золотую медаль (1794) за программу «Представить жрицу, которую везут в колеснице два её сына Клеобис и Битон, в храм Юноны для принесения богине жертвы».
Получил от Академии художеств звание художника с правом на чин XIV класса (1794). Был оставлен при Академии для совершенствования. Был назначен комиссаром (1807) при строениях Академии художеств. Получил должность инспекторского помощника в Академии (1814), в которой оставался до перевода на должность академического архивариуса (1829).